# 藤田村 (山梨県)
藤田村（とうだむら）は山梨県中巨摩郡にあった村。現在の南アルプス市藤田・浅原にあたる。
日本にある「藤田村」の中で唯一「とうだむら」という読み方だった。他の「藤田村」は岡山県のみ「ふじた"そん"」でそれ以外は「ふじた"むら"」である。

## 地理
- 河川 - 釜無川

## 歴史
- 1889年（明治22年）7月1日 - 町村制の施行により、藤田村、浅原村の区域をもって発足。
- 1954年（昭和29年）3月10日 - 三恵村・鏡中条村と合併して若草村が発足。同日藤田村廃止。

## 行政

### 村長
- 広瀬和育